# Lodemannbrücke
Die Lodemannbrücke in Hannover ist eine Brücke für Fußgänger- und Radfahrer über die Ihme. Sie dient verkehrstechnisch insbesondere während Großveranstaltungen der möglichst reibungslosen Entleerung des Sportparks beim Niedersachsenstadion. Das Anfang der 1960er Jahre errichtete Bauwerk verbindet den Ferdinand-Wilhelm-Fricke-Weg in der Calenberger Neustadt mit dem Lodemannweg im Stadtteil Linden-Süd.

## Geschichte und Beschreibung
Im Mai des Jahres 1963 entstand als Ergebnis eines Architekturwettbewerbes der Entwurf für die dann bei Ricklingen über die Ihme errichtete Lodemannbrücke. Sie wurde nach dem ehemaligen Oberbürgermeister von Linden, Hermann Lodemann (1869–1944) benannt, während der ebenfalls 1963 angelegte und von der Ritter-Brüning-Straße zur Lodemannbrücke führende Lodemannweg erst 1970 seine amtliche Bezeichnung erhielt. Durch den Orkan Quimburga von 1972 kam es zu einem Schaden am Pylon der Brücke.
Die Lodemannbrücke ist eine Schrägseilbrücke, einhüftig in Büschelform ausgeführt. Dabei wurden die Seile durch lediglich einen Punkt in dem A-förmigen Pylon geführt, der durch eine aufgesetzte nadelartige Spitze ein seiner Wirkung betont wurde. Der mittlere Träger der Brücke ragt etwa 80 cm über die Gehbahnhöhe hinaus und trennt dadurch den Fußgängerweg von der Radfahrbahn.
Insbesondere nach dem Bau der der Brücke beinahe gegenüberliegenden Parkbühne finden sich bei Konzerten viele Besucher auf der Lodemannbrücke ein, um von dort aus gratis der Musik zu lauschen oder den Sonnenuntergang zu beobachten.